# 1100 років м. Переяслав-Хмельницький (монета)
«1100 ро́ків м. Перея́славу-Хмельни́цькому» — ювілейна монета номіналом 5 гривень, випущена Національним банком України. Присвячена одному з найдавніших українських міст, уперше згаданому в договорі князя Олега з греками в 907 році як одне з трьох найбільших міст Давньоруської держави. З другої половини XI ст. це місто — центр Переяславського князівства, наприкінці XV ст. і впродовж XVI ст. відігравало важливу роль у формуванні українського козацтва.
Монету введено в обіг 25 квітня 2007 року. Вона належить до серії «Стародавні міста України».

## Опис монети та характеристики
| Номінал грн. | Метал      | Маса, г | Діаметр, мм | Якість виготовлення       | Гурт     | Тираж, штук |
| ------------ | ---------- | ------- | ----------- | ------------------------- | -------- | ----------- |
| 5            | нейзильбер | 16,54   | 35,0        | спеціальний анциркулейтед | рифлений | 45 000      |

### Аверс
На аверсі монети зображено стилізований пергамент з уривками з «Повісті врем'яних літ», на тлі якого унизу праворуч — печатка міста першої половини XVII ст., угорі — малий Державний Герб України, над яким півколом розміщено напис «НАЦІОНАЛЬНИЙ БАНК УКРАЇНИ», унизу — «5 ГРИВЕНЬ»/«2007», а також логотип Монетного двору Національного банку України.

### Реверс

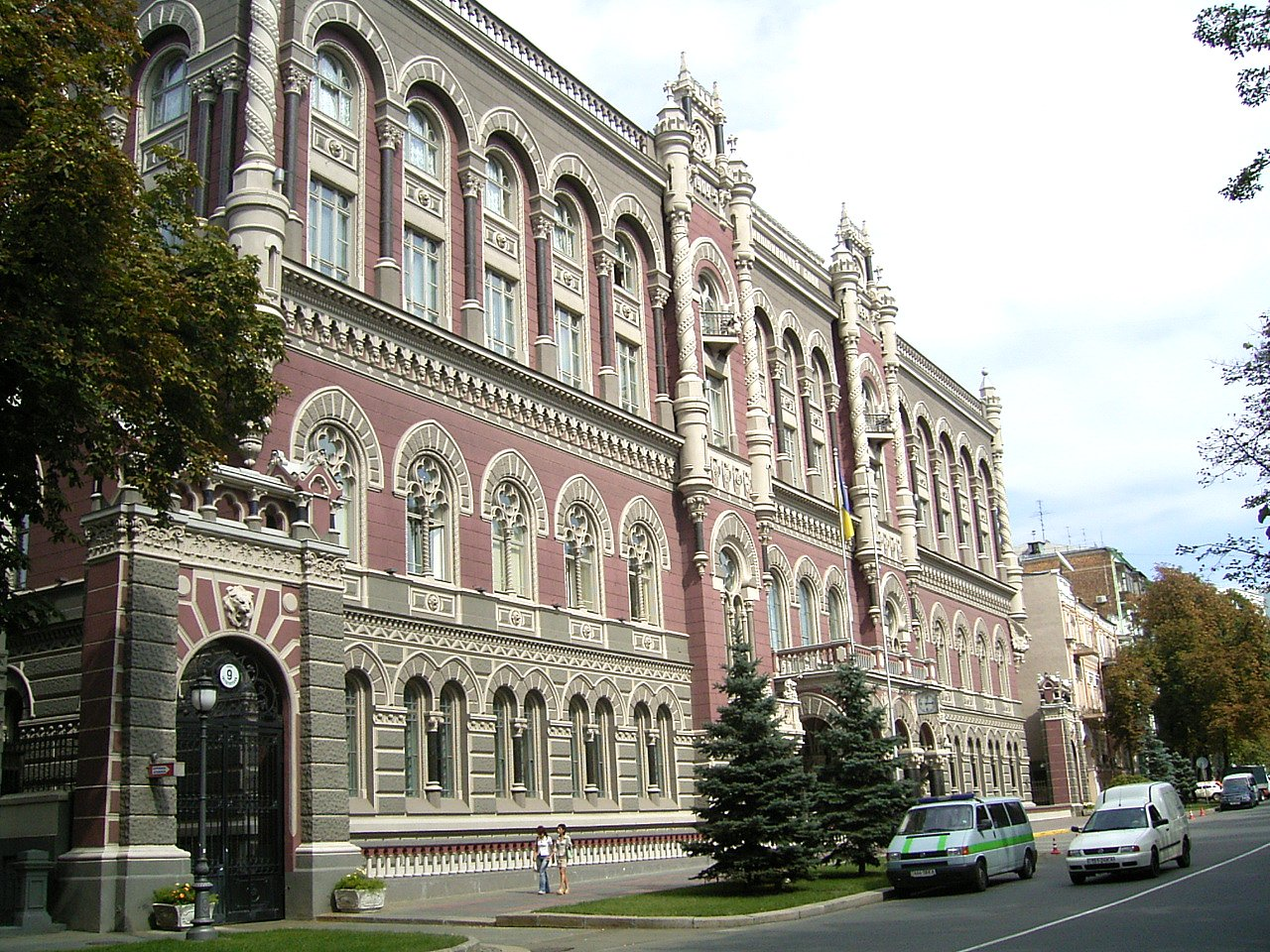
Будівля Національного банку України

На реверсі монети розміщено композицію, яка відображає два історичних етапи розвитку міста — давньоруський і козацький, між ними — давньоруський собор (унизу), герб міста (угорі), а також написи «ПЕРЕЯСЛАВ-ХМЕЛЬНИЦЬКИЙ» (угорі), «1100» (унизу).

## Автори
- Художники: Святослав Іваненко, Микола Кочубей.
- Скульптори: Святослав Іваненко, Володимир Дем'яненко.

## Вартість монети
Ціна монети — 20 гривень, була вказана на сайті Національного банку України у 2013 році.
Фактична приблизна вартість монети, з роками змінювалася так:
| Рік        | 2010 | 2011 | 2012 | 2013 | 2014 | 2015 | 2016 | 2017 | 2018 | 2019 | 2020 | 2021 | 2022 | 2023 | 2024 | 2025 |
| ---------- | ---- | ---- | ---- | ---- | ---- | ---- | ---- | ---- | ---- | ---- | ---- | ---- | ---- | ---- | ---- | ---- |
| Ціна, грн. | 30   | 30   | 30   | 30   | 35   | 40   | 60   | 75   | 80   | 90   | 95   | 100  | 110  | 190  | 210  | 250  |